# Liia Hänni
Liia Hänni (ur. 4 października 1946 w Atli w gminie Lümanda) – estońska polityk i astrofizyk, deputowana do Riigikogu, w latach 1994–1995 minister.

## Życiorys
W 1965 ukończyła szkołę średnią w Kuressaare, a w 1970 studia z zakresu fizyki na Uniwersytecie w Tartu. W 1988 została kandydatem nauk fizycznych i matematycznych. W latach 1970–1990 pracowała w Obserwatorium w Tartu.
W 1990 zaangażowała się w działalność polityczną w ramach Estońskiej Partii Centrum, później przeszła jednak do partii Umiarkowani, gdzie w latach 1996–1999 kierowała frakcją kobiecą. W latach 1990–1992 zasiadała w Radzie Najwyższej Estońskiej SRR, a także w Kongresie Estonii, quasi-parlamencie z okresu odzyskiwania niepodległości. Wchodziła w skład jego organu wykonawczego – Komitetu Estonii. Od 1991 do 1992 była członkinią konstytuanty. W pierwszych po odzyskaniu przez Estonię niepodległości wyborach w 1992 uzyskała mandat poselski. Z powodzeniem ubiegała się o reelekcję w 1995 i 1999, zasiadając w Zgromadzeniu Państwowym VII, VIII i IX kadencji.
Od 1992 do 1995 sprawowała urząd ministra bez teki ds. reform w rządach, którymi kierowali Mart Laar i Andres Tarand. Po odejściu z parlamentu została dyrektorem programowym centrum analitycznego e-Riigi Akadeemia.
Odznaczona m.in. Orderem Herbu Państwowego II klasy.